# Adriano Bolzoni
Adriano Bolzoni (* 14. April 1919 in Cremona; † 1. Januar 2005) war ein italienischer Drehbuchautor und Filmregisseur.

## Leben
Bolzoni arbeitete als Journalist und Essayist. Er war bekannt für seine Frontreportagen aus dem Zweiten Weltkrieg und Direktor des Magazins Reporter, als er 1948 für Roberto Bianchi Montero seinen ersten Film schrieb: I contrabbandiere del mare. Dies war der Auftakt zu einer langen Reihe von Vorlagen und Drehbüchern für Genrefilme, die erst 1989 endete. Darunter befinden sich etliche erfolgreiche Western und der erste Film der Bud-Spencer-Reihe um den schlagkräftigen Inspektor Rizzo, Sie nannten ihn Plattfuß. Viermal zeichnete er auch als Regisseur; neben zwei im Mondo-Stil gehaltenen Filmen drehte er u. a. mit Klaus Kinski.

## Filmografie (Auswahl)
- 1948: I contrabbandiere del mare
- 1961: Romulus und Remus (Romolo e Remo)
- 1964: Minnesota Clay
- 1965: Die Todesminen von Canyon City (¡Que viva Carrancho!)
- 1966: Jonny Madoc (Due once di piombo)
- 1966: Mögen sie in Frieden ruh’n (Requiescant)
- 1966: Nebraska-Jim (Ringo del Nebraska)
- 1966: Ringo mit den goldenen Pistolen (Johnny Oro)
- 1966: Siebzehn Jahr, blondes Haar
- 1966: Sicario 77 – tot oder lebendig (Sicario 77, vivo o morto)
- 1967: Jonny Madoc rechnet ab (Pecos è qui: prega e muori)
- 1967: Tödlicher Ritt nach Sacramento (Con lui cavalca la morte)
- 1968: Die gefürchteten Zwei (Il mercenario)
- 1968: Ein Loch in der Stirn (Un buco in fronte)
- 1968: Stoßtrupp ins Jenseits (El "Che" Guevara)
- 1971: Il tredicesimo è sempre Giudà
- 1971: Der Mörder des Klans (Prega il morto e ammazza il vivo)
- 1972: Ein Hosianna für zwei Halunken (Trinità e Sartana figli di…)
- 1972: 100 Fäuste und ein Vaterunser (Alleluja e Sartana, figli di… Dio)
- 1972: Dein Wille geschehe, Amigo (Così sia)
- 1972: Die rote Sonne der Rache (La banda J.S.: cronaca criminale del Far West)
- 1972: Il tuo vizio è una stanza chiusa e solo io ne ho la chiave
- 1978: Plattfuß in Afrika (Piedone l'Africano)
- 1978: Silbersattel (Sella d'argento)
- 1979: Kampf um die 5. Galaxis (L’umanoide)
- 1980: Plattfuß am Nil (Piedone l'Egitto)
- 1985: Christopher Columbus (Christopher Columbus)
- 1989: La trappola (Fernsehfilm)